# ウォルター・マーチ
ウォルター・スコット・マーチ（Walter Scott Murch, 1943年7月12日 - ）は、アメリカ合衆国ニューヨーク生まれの音響技師・編集技師である。『カンバセーション…盗聴…』や『地獄の黙示録』、『ゴッドファーザー PART III』など多くのフランシス・フォード・コッポラ監督作品に参加したほか、『ゴースト/ニューヨークの幻』や『イングリッシュ・ペイシェント』、『コールド マウンテン』のような話題作の編集・音響作業を担当した。
映画製作に様々な技術革新を齎した多才な人物として知られている。カナダの小説家であるマイケル・オンダーチェは、マーチのことを「映画製作における真のルネサンス的教養人」と評した。マーチはこれまでにアカデミー録音賞を2度、アカデミー編集賞を1度受賞している。

## 生い立ち
ウォルター・スコット・マーチは1943年7月12日にニューヨークで生まれた。父親は奇妙な味わいの静物画で知られたカナダ出身の画家ウォルター・タンディ・マーチである。
マーチは1965年にジョンズ・ホプキンス大学の一般教養学科を卒業。その後南カリフォルニア大学の映画学科に再入学し、そこでジョージ・ルーカスやジョン・ミリアスといった知己を得た。また、同時期にカリフォルニア大学ロサンゼルス校に在校していたフランシス・フォード・コッポラとも知り合った。この頃に得た人脈が、後にマーチの映画製作者としてのキャリアに大きな影響を与えることになる。

## キャリア
1967年に南カリフォルニア大学を卒業したマーチは、友人のマシュー・ロビンスの後釜としてエンサイクロペディア・ブリタニカ・エデュケーションフィルム社に雑用係と大道具として採用され、のち編集を担当することになった。そこを退職したマーチはしばらくフリーランスとなり、コマーシャルフィルムの編集に携わったりした。1968年12月にルーカスの紹介により、コッポラの監督第5作である『雨のなかの女』の映画製作に音響技師として参加することになった。この作品が、マーチの名前が正式にクレジットされた最初の商業映画である。
その後マーチはコッポラやルーカスと共に映画制作スタジオであるアメリカン・ゾエトロープの設立に関与、その中心メンバーとして活躍する。1970年代には『THX 1138』（1971年）、『アメリカン・グラフィティ』（1973年）、『カンバセーション…盗聴…』（1974年）、『ゴッドファーザー PART II』（1974年）など、多くのコッポラやルーカス監督作品で音響技師を勤め上げた。特に『カンバセーション…盗聴…』では、マーチは映画の音響のみならず編集作業（編集監督としてクレジット）にも携わることになった。この作品の完成に果たしたマーチの役割は非常に大きなものであり、映画評論家のピーター・コーウィーが彼のことを映画の共同製作者と呼ぶほどであった。
1979年に公開された『地獄の黙示録』でも、マーチは映画の音響技師兼編集技師として製作に参加した。この作品でマーチはマルチトラックレコーダーを駆使して映画のサウンドトラックを録音、映画製作に多重録音を導入した先駆者の一人となった。その卓越した業績を評価され、マーチは同年度のアカデミー録音賞を受賞した。今日では一般的な「サウンドデザイナー」という職名で映画にクレジットされたのは、『地獄の黙示録』におけるマーチが初めてである（『雨のなかの女』のサウンドミキシングの際、マーチが組合に所属していなかったため、「サウンドデザイナー」という肩書きを「組合からの苦情逃れのためにでっちあげた」というフランシス・フォード・コッポラの証言もある）。
1985年には『オズの魔法使』の続編である『オズ』で監督デビューを果たすが、作品は商業的に苦戦し、また批評家たちからの評価も芳しくないものだった。後にマーチは自身の孤独を好む性質が、監督業に向いていなかったと述懐している。この作品で監督と脚本を担当したのを最後に、マーチは以前と同じように映画の裏方に専念することになる。公開当時は成功しなかったものの、現在その特異な世界観と美術を再評価する者も居る。
1996年に公開された『イングリッシュ・ペイシェント』では映画の音響と編集作業を担当、同年度のアカデミー賞で編集賞と二度目の録音賞を受賞することになった。この作品でマーチは、Avid Technology社が開発したノンリニア編集ソフトを編集作業で使用している。現在では映画のデジタル編集は一般的なものだが、マーチはコンピューターを用いた編集作業でアカデミー賞を受賞した最初の映画編集者である。
マーチはその後も『リプリー』（1999年）、『K-19』（2002年）、『コールド マウンテン』（2003年）、『ジャーヘッド』（2005年）、『コッポラの胡蝶の夢』（2007年）など、数多くの話題作の製作に携わっている。2007年には映画編集者マーチの思想に迫る長編ドキュメンタリー映画『Murch』が発表された。
2009年、マーチはコッポラの監督最新作である『テトロ 過去を殺した男』の製作に参加。映画の編集と音響を担当している。

## 代表作
- 1969年 『雨のなかの女』 - The Rain People　音響
- 1971年 『THX 1138』 - THX 1138　脚本/音響
- 1973年 『アメリカン・グラフィティ』 - American Graffiti　音響
- 1974年 『カンバセーション…盗聴…』 - The Conversation　編集/音響
- 1974年 『ゴッドファーザー PART II』 - The Godfather Part II　音響
- 1977年 『ジュリア』 - Julia　編集
- 1979年 『地獄の黙示録』 - Apocalypse Now　編集/音響
- 1985年 『オズ』 - Return to Oz　監督/脚本
- 1990年 『ゴースト/ニューヨークの幻』 - Ghost　編集/音響
- 1990年 『ゴッドファーザー PART III』 - The Godfather Part III　編集/音響
- 1993年 『蜘蛛女』 - Romeo Is Bleeding　編集/音響
- 1994年 『アイ・ラブ・トラブル』 - I Love Trouble　編集/音響
- 1995年 『トゥルーナイト』 - First Knight　編集/音響
- 1996年 『イングリッシュ・ペイシェント』 - English Patient　編集/音響
- 1998年 『黒い罠』（修復版） - Touch of Evil　編集/音響
- 1999年 『リプリー』 - The Talented Mr. Ripley　編集/音響
- 2002年 『K-19』 - K-19: The Widowmaker　編集/音響
- 2003年 『コールド マウンテン』 - Cold Mountain　編集/音響
- 2005年 『ジャーヘッド』 - Jarhead　編集/音響
- 2007年 『コッポラの胡蝶の夢』 - Youth Without Youth　編集/音響
- 2009年 『テトロ 過去を殺した男』 - Tetro　編集/音響
- 2010年 『ウルフマン』 - The Wolfman　編集

## 著書
- 『映画の瞬き』 - In the Blink of an Eye（初版1995年、改訂版2001年、日本語版2008年）ISBN 978-4-8459-0820-2